# Марвинова соба
Марвинова соба (енгл. Marvin's Room) је америчка филмска драма из 1996. Дајана Китон је за улогу Беси била номинована за Оскар за најбољу главну глумицу.

## Радња
Марвин (Хјум Кронин) је везан за кревет око 17 година након што је доживео мождани удар. Његове две одрасле ћерке, Беси и Ли, потпуно су различите особе. Прва, заборављајући на свој лични живот, стално брине о свом оцу; друга, која се удала пре 20 година и преселила у другу државу, током година никада није контактирала ни свог оца ни Беси.
Једног дана, др Воли, који посматра Беси, утврђује да има леукемију и да јој је потребна трансплантација коштане сржи. Резултат се може постићи ако је донор близак рођак. Са својом невољом, Беси се окреће Лију, а она својим синовима Хенку и Чарлију. Ли и његови синови стижу у кућу његовог оца. Требало би прегледати и синове. Схвативши да ће након могуће смрти њене сестре свакодневне бриге око оца пасти на њу, Ли прво одлучује да му нађе место у хоспису, али се испоставља да је цена добре установе изнад њених могућности. Ли не налази заједнички језик са сопственом децом, док Беси одмах успева да придобије Хенка. Након што је прошао тестове компатибилности коштане сржи који су били негативни, Ли поново размишља о концепту породице. Када доживе невоље, рођаци се значајно зближавају.
Како се чини да Беси постаје све горе, а тестови показују да дечаци нису одговарајући донатори коштане сржи, Ли се слаже да је сада на њу ред да брине о својој породици. Филм се завршава тако што се Ли упознаје са лековима њеног оца док улази у његову собу са његовим ручком, несвесна да Беси одражава сунчеву светлост у огледалу, што измами Марвину осмех.

## Главне улоге
| Глумац            | Улога    |
| ----------------- | -------- |
| Мерил Стрип       | Ли       |
| Леонардо Дикаприо | Хенк     |
| Дајана Китон      | Беси     |
| Роберт Де Ниро    | др Вејли |
| Хјум Кронин       | Марвин   |
| Гвен Вердон       | Рут      |